# 膜宇宙學
膜宇宙學（Brane cosmology）是一個物理學上超弦理論和M理論的的分支，專門研究宇宙膜，他們認為宇宙其實是鑲在一些更高維度的膜。而它們研究那些更高維度的膜是怎們影響著我們的宇宙。

## 膜與體
膜宇宙學主體的想法是我們四維的宇宙是被嵌在一個高維空間（卡魯扎-克萊因理論）裡面的膜，稱為「體」(bulk)。四維以外的額外維度都是被緊緻化的，這樣的狀況底下，這個宇宙雖然包含了其他的額外維度，但是這個「體」當中，對這些額外維度沒有參考系。在這個「體」的模型當中，其他的「膜」也可以通過這個「體」，並且與這個「體」相互作用，然後產生一些標準宇宙學模型當中無法看到的效應。

## 膜與膜之間的交互作用
膜宇宙模型中，除了重力（可視為重力子或弦論中的閉弦）以外均無其它交互作用。

其吸引人的特色之一，這個模型解釋了跟其他的自然界基本力相比，為何引力會如此的小，並且解決了被稱為階層問題。在「膜」的世界裡面，其他的三種力電磁力、弱作用力及強作用力位於「膜」當中，但是引力並非在「膜」當中，也因此其力的作用并沒有流太多到這個「體」裡面。其結果就是，引力在小範圍的作用力顯得很弱，因為引力在這個範圍內并沒有流太多到這個「體」裡面。一系列的實驗目前正在進行對此學說的驗證。

此外，根據膜宇宙論，由於重力牽引，膜與膜之間的「接觸」會形成蟲洞，作為聯繫兩者的短暫通道；而膜之間的相互「碰撞」，則視為大霹靂，該模型認為宇宙是誕生於膜宇宙間的碰撞，最後再相互遠離—此即「火宇宙理論」。

## 膜宇宙學的模型
Randall-Sundrum (RS1 and RS2; see 五維捲曲幾何理論 for a nontechnical explanation of RS1), pre-big bang, ekpyrotic 及 cyclic 所陳述的宇宙景象，都是膜宇宙學吸引許多人關注焦點的新提案。火宇宙理論假設目前的可觀測的宇宙是源自於兩個平行的膜相互碰撞而生的。